# Te busqué
Te busqué (spanisch für „Ich suchte dich“)  ist ein Lied der portugiesisch-kanadischen Popsängerin Nelly Furtado aus dem Jahr 2007, in Zusammenarbeit mit dem kolumbianischen Sänger, Liedtexter und Gitarristen Juanes.

## Entstehung und Veröffentlichung
Das bilinguale Lied wurde von den beiden Interpreten selbst, zusammen mit Lester Mendez, geschrieben beziehungsweise komponiert. Letzterer zeichnete darüber hinaus für die Produktion verantwortlich. Während Furtado auf Englisch singt, ist Juanes auf Spanisch zu hören.
Die Erstveröffentlichung von Te busqué erfolgte als Teil von Nelly Furtados drittem Studioalbum Loose am 7. Juni 2006. Am 2. Juli 2007 erschien das Lied erstmals als fünfte Singleauskopplung aus dem Album.

## Charts und Chartplatzierungen
| ChartsChartplatzierungen | Höchstplatzierung | Wochen |
| ------------------------ | ----------------- | ------ |
| Deutschland (GfK)        | 16 (10 Wo.)       | 10     |
| Österreich (Ö3)          | 25 (14 Wo.)       | 14     |
| Schweiz (IFPI)           | 79 (5 Wo.)        | 5      |